# Le Chômeur de Clochemerle
Le Chômeur de Clochemerle is een Franse film van Jean Boyer die werd uitgebracht in 1957.
Het scenario is gebaseerd op de roman Clochemerle-Babylone (1954) van Gabriel Chevallier.
Deze komedie was de meest succesvolle Franse film in Frankrijk in 1957, op Le Triporteur na.

## Samenvatting
Baptistin 'Tistin' Lachaud is een ietwat marginale goedgemutste bon vivant en overtuigde werkloze die in het Zuid-Franse dorp Clochemerle woont. Hij leeft van de stroperij, hij drinkt dikwijls meer dan goed voor hem is en hij voert voor de rest geen klap uit. Dat alles werkt op de zenuwen van de inwoners van het dorp.
Tistin overweegt om zijn statuut van werkloze te officialiseren en een werkloosheidsuitkering aan te vragen. De burgemeester kent hem die om politiek opportune redenen toe. Dat wekt de ergernis van de dorpelingen nog meer op, ze zijn verontwaardigd dat ze een luiaard moeten betalen om niets te doen. 
Tistin wil de kritiek op zijn persoon smoren en begint allerlei klusjes op te knappen. Hij wordt niet alleen in natura betaald maar ook met geld. Na een tijd beschikt hij al over een flink spaarpotje. 
Net wanneer hij naar de bank in de naburige stad gaat om er zijn geld te deponeren wordt het offerblok in de kerk leeggeroofd. Hij wordt als eerste verdacht. 

## Rolverdeling
| Acteur           | Personage                                 |
| ---------------- | ----------------------------------------- |
| Fernandel        | Baptistin 'Tistin' Lachaud, de werkloze   |
| Ginette Leclerc  | Zozotte, de prostituee                    |
| Maria Mauban     | Jeannette Masurat, de jonge weduwe        |
| Marcel Pérès     | Beausoleil, de veldwachter                |
| Georges Chamarat | Patard, de pastoor                        |
| Béatrice Bretty  | Babette, de gouvernante van Tistin        |
| Henri Rellys     | Coiffenave, de koster                     |
| Henri Vilbert    | Piechut, de burgemeester                  |
| Henri Crémieux   | Larondel, een raadslid van de oppositie   |
| Jim Gérald       | Poupart, de klokkenluider van Montfraquin |